# 組織氣候
黎文特(G. Litwin)和史春格(R. Stringer, Jr)倡導以「整體」、「主觀」的環境觀念，來研究組織成員的行為動機而表現出的行為。組織氣候即「在一特定環境之中每個人直接或間接的對這環境的察覺(perception)」。由此可知組織氣候是組織人員和環境相互影響而成的，尤其是成員的心理反應、動機作用是構成組織氣候的主要變因。故組織氣候和士氣、激勵、文化背景、領導態度、溝通等因素都具備相關性和重疊性。
塔古里(R. Taguri)對組織的定義為：「組織氣候代表一機構之中環境的持久特質：一、來自成員的經驗，二、可影響成員，三、可運用一系統組織特色(或屬性)的數值加以描述。」